# Milotice nad Opavou (nádraží)
Milotice nad Opavou (dříve též německy  Milkendorf) je železniční stanice asi kilometr severně obce Milotice nad Opavou v okrese Bruntál v Moravskoslezském kraji poblíž řeky Opavy. Leží na jednokolejných neelektrizovaných tratích Olomouc – Opava východ a Milotice nad Opavou – Vrbno pod Pradědem.

## Historie
Stanice byla vybudována společností Moravsko-slezská ústřední dráha (MSCB) na trati primárně spojující Olomouc a Opavu, podle univerzalizovaného stavebního vzoru. 1. listopadu 1872 byl uveden do provozu úsek trasy z Krnova do stanice Opava západ. 5. prosince 1880 otevřela společnost Císařsko-královské státní dráhy (kkStB) odbočné spojení s Vrbnem pod Pradědem. K původní budově stanice byly přistavěny též nové provozní budovy.
Po zestátnění MSCB v roce 1895 pak obsluhovala stanici jedna společnost, Císařsko-královské státní dráhy, po roce 1918 pak správu přebraly Československé státní dráhy.

## Popis
Nachází se zde čtyři jednostranná vnitřní nekrytá nástupiště, k příchodu k vlakům slouží přechody přes koleje. 